# Lockhart River (vattendrag i Australien, Queensland, lat -12,89, long 143,38)
Lockhart River är ett vattendrag i Australien. Det ligger i delstaten Queensland, omkring 1 900 kilometer nordväst om delstatshuvudstaden Brisbane.
I omgivningarna runt Lockhart River växer huvudsakligen savannskog. Trakten runt Lockhart River är nära nog obefolkad, med mindre än två invånare per kvadratkilometer. Genomsnittlig årsnederbörd är 1 293 millimeter. Den regnigaste månaden är mars, med i genomsnitt 377 mm nederbörd, och den torraste är augusti, med 3 mm nederbörd.